# Uvaria bipindensis
Uvaria bipindensis este o specie de plante angiosperme din genul Uvaria, familia Annonaceae, descrisă de Adolf Engler. Conform Catalogue of Life specia Uvaria bipindensis nu are subspecii cunoscute.